# Joaquín Lavín
Joaquín José Lavín Infante (Santiago, 23 de outubro de 1953) é um engenheiro e político chileno. Foi alcaide dos município de Las Condes (1992-1999) (2016-presente) e Santiago (2000-2004). É casado com María Estela León e tem sete filhos: María Estela, Joaquín, Asunción, Paulina, Juan Pablo, María Jesús y José Tomás.
Licenciou-se em Engenharia Comercial pela Pontifícia Universidade Católica do Chile e tem o título de mestre em Economia pela Universidade de Chicago. Aos 26 anos foi nomeado Decano da Faculdade de Economia da Universidade de Concepción. Foi editor de Economia e Negócios do diário El Mercurio na década dos 80. É membro da Prelazia do Opus Dei, instituição da Igreja Católica.
Disputou a presidência do Chile em 1999, sendo vencido por Ricardo Lagos no segundo turno das eleições, por uma estreita margem de votos. Foi um dos candidatos da coalização "Aliança por Chile" (junto a Sebastián Piñera) a presidente em 2006, sem conseguir passar para o segundo turno, sendo superado por seu companheiro de aliança. Milita na União Democrata Independente.